# Solomon Linda

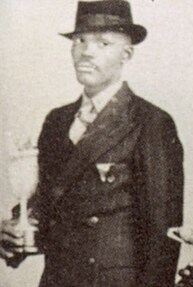
Solomon Linda in 1941

Solomon Popoli Linda (1909 – Soweto, Johannesburg, 8 oktober 1962) was een Zuid-Afrikaanse musicus, zanger en componist van Zoeloe-afkomst. Als herdersjongetje schreef hij het lied Mbube (letterlijk vertaald: Leeuw) om de leeuw(koning) te eren. Het nummer zou later bekend worden onder de titel The Lion Sleeps Tonight en werd vele keren gecoverd. De originele versie werd oorspronkelijk a capella gezongen. Solomon Linda werd ondanks het succes van het nummer nooit rijk: hij zag nooit een cent van de royalty’s en is gestorven in armoede.
- Bibsys: 4112714
- Bibliothèque nationale de France: cb155965112 (data)
- Gemeinsame Normdatei: 130170003
- International Standard Name Identifier: 0000 0001 1610 2245
- Library of Congress Control Number: n2005007902
- MusicBrainz: 746e59cc-37d8-4152-abff-6569d209c3c6
- Nationale Bibliotheek van Tsjechië: xx0201832
- Nationale bibliotheek van Australië: 50043360
- Nationale Bibliotheek van Israël: 987007349960405171
- Nederlandse Thesaurus van Auteursnamen: 304333204
- Système universitaire de documentation: 244063540
- Virtual International Authority File: 25703876
- WorldCat: E39PBJjxrH9CmvjWGjtj66CbBP